# Колайленд
Кола́йленд (англ. Coalisland, ирл. Oileán an Ghuail, скотс Collislann) — малый город в графстве Килдэр в Северной Ирландии. В соответствии с названием, раньше город являлся центром добычи ископаемого угля (Coalisland — в буквальном переводе на русский — «угольный остров»).

## Транспорт

### Каналы
Город обслуживается одноимённым каналом, хотя тот в настоящее время заброшен, и ведётся кампания за его восстановление. Канал Дьюкарта идет от города к ближайшим угольным шахтам.

### Железная дорога
Городская железнодорожная станция была открыта 28 июля 1897 года, закрыта для пассажирского сообщения 16 января 1956 года, 5 октября 1959 — для грузовых перевозок, а 1 апреля 1965 года была закрыта окончательно. Единственным сохранившимся сооружением является железнодорожный мост над одной из дорог.

## Информация переписи 2001 года
Агентством Статистики и Исследований Северной Ирландии (англ. NI Statistics and Research Agency (NISRA)) Колайленд определен как малый город (то есть с населением от 4,500 до 10,000 человек). На момент переписи (29 апреля 2001 года) в городе проживало 4,917 человек. Из них:
- 29,6 % в возрасте до 16 лет и 12,4 % в возрасте 60 лет и старше
- 48,2 % населения составляли мужчины, и, соответственно, 51,8 % — женщины
- 95,8 % исповедовали католицизм, и 3,8 % — протестантизм
- 4,6 % жителей в возрасте от 16 до 74 были безработными.